# نگاه (فیلم)
نگاه فیلمی به کارگردانی و نویسندگی سپیده فارسی است.

## بازیگران
- حمیدرضا دانشور
- فریبا کوثری
- بهناز جعفری
- محمد حاتمی
- مسعود ملک خانی
- محمد اسدی
- هوشنگ قوانلو
- بیژن حجازی
- حسین فلاح (بازیگر)
- سعید نورالهی
- جواد نظری
- احسان دانشمندی
- سعدی افشار